# Regencos
Regencos (en catalán y oficialmente, Regencós) es un municipio español de la comarca del Bajo Ampurdán, provincia de Gerona, Cataluña. Está situado a 78 metros sobre el nivel del mar, al este de la capital comarcal en la orilla izquierda del río Ter, concretamente limitando al norte con Pals y Bagur, al este con Bagur, al sur de nuevo con Bagur y Palafrugell y al oeste con Palafrugell y Torrent. El municipio de Regencós incluye la vecindad de Puigcalent y el barrio de Arrabassada. Su fiesta se celebra en San Vicente (Sant Vicenç), el domingo más cercano al 22 de enero.

## Etimología
La etimología del nombre del pueblo parece bastante oscura y compleja.
- F. de B. Moll o Moreu-Rey lo han relacionado con el nombre germánico propio Reginkoz. Esto nos podría explicar la pronunciación popular del nombre en catalán que convierte la segunda "e" en una "i" (pronunciándose Regincós y no Regencós).
- En los censos de 1365 a 1370 se nos refiere como Rajacós, unido en este caso a Esclañá como Sclanyà e Rajacós.
- Un autor de un inventario de Peratallada en 1395 habla de Rivo Jonchoso y que derivaría de Riu de Jones. La verdad es que es difícil de aceptar teniendo en cuenta que no hay ningún río (riu) en las cercanías.

## Historia
En el monte Quermany, de 221 metros, se han encontrado restos de poblamiento neolítico (con las famosas piedras de rayo), no obstante en el área perteneciente al municipio de Pals. En el Quermany, propiamente regingonenc, hay restos de una vieja cantera explotada en época alto medieval. Así se pueden constatar piedras talladas en toda la zona (un ejemplo significativo es un sarcófago a medio tallar).

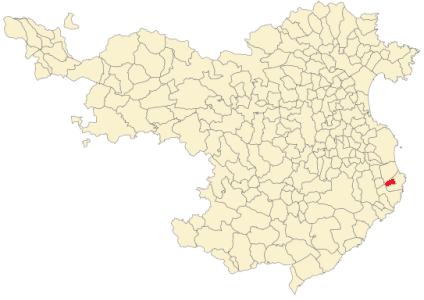
Situación de Regencós en la provincia de Gerona.

Aun así las primeras referencias al nombre de Regencós en la historia nos retrotraen al 1312, a mitad de la Baja Edad Media. Se trata de unas concesiones de privilegios, libertades e inmunidades por parte de Jaime II a Esclañá y Regencós. Estos privilegios fueron entregados anteriormente por el barón Gilabert de Cruilles. Parece que Regencós, junto a Esclañá y Bagur fueron entregados por Pedro el Ceremonioso (1336-1387) a la familia Cruïlles (noble linaje que llegó a hacerse con el control del Bajo Ampurdán desde el pueblo del que toman nombre). Si tenemos en cuenta que en estos momentos se menciona al pueblo con el nombre de lugar en vez de castillo nos puede hacer deducir que la muralla que lo envolvía sería posterior, de finales del siglo XIV o del XV.

## Leyenda
Existe una leyenda asociada al monte de Quermany. La leyenda se llama El tesoro del Dragón de Quermany. Según ésta, recogida por el poeta Joaquim Bonet i Miró (1861-1924), un enorme y viejo dragón reposaba en la cima del monte. Su cometido en vida era guardar la cima y su castillo pues en su interior un tesoro aguardaba. El tesoro no era nada más y nada menos que un saco de trigo y habas. El romanticismo posterior quiso transformar los productos agrícolas en una fortuna en oro. Pero se olvidaban del simbolismo de la leyenda. El verdadero tesoro no es el oro, tan seductor para una leyenda, sino el trigo y las habas, la comida para un pueblo que debió de asentarse a los pies del monte.

## Economía
El sector principal es el primario, centrado en una agricultura de secano. El llano se dedica al forraje y al cultivo de cereales como el maíz. Quedan unos pocos olivos y viñas, anteriormente más extendidas.
Posee a su vez una industria tradicional y significativa en cerámica con producción de baldosas. Se puede ver este trabajo tradicional en la misma puerta de poniente de la muralla medieval. La zona de los hornos cerámicos se extendió por la zona occidental del poblado. El florecimiento de esta actividad se centra a finales del siglo XIX hasta mediados del XX (llegando a contabilizarse 18 hornos en esta última etapa). Pero la competencia de un centro más industrializado como la Bisbal del Ampurdán llevó a la decadencia a esta producción.
Recientemente se ha impulsado el sector terciario con la creación de infraestructuras que faciliten el turismo y las visitas al pueblo.

## Lugares de interés
- Restos de la muralla medieval, posiblemente de finales del XIV o en el XV. Aún se conservan unos pocos restos al respecto aunque la mayor parte esta derruida o asimilada a diferentes casas del pueblo. La muralla tenía dos torres y dos entradas porticadas. Una de estas puertas, al lado de la torre de poniente, no tiene su entrada primitiva ya que está hecha con azulejos posteriores.
- Iglesia de Sant Vicenç. Este edificio data de principios del siglo XIX, posiblemente entre 1805-1815. No tiene especial interés artístico (una nave, capillas laterales y ábside poligonal) aunque está construida sobre otra anterior, la cual perteneció a la Parroquia de Bagur hasta 1788.
- Diferentes masías dispersas por los terrenos menos accidentados, del siglo XVI al XVIII:
  - Can Bofill y el Mas Prats con elementos del siglo XVI y XVII. Poseen unas ventanas góticorenacentistas.
  - Mas Pagés y el Molin dèn Coll, los dos situados cerca de la Riera de los Molinos, conservan elementos de antiguos molinos harineros, ya en desuso.
- Hotel del Teatre. Se trata de un moderno hotel de cuatro estrellas, situado en la Plaza Mayor, que ha promovido el turismo del pueblo.
- Hotel Can Casi. En el vecindario de Puigcalent, es un Más que data del 1704 convertido en hotel ecológico que promueve los productos locales y de temporada.

## Curiosidades
El anuncio del queso marca Gran Capitán (del grupo Forlasa) en el cual se hace una escenificación del personaje del libro el Lazarillo de Tormes se graba en el pueblo. El camino por el que van en carreta es el que va del pueblo al cementerio.

## Demografía
Regencos cuenta con una población de 279 habitantes (INE 2024).
| Gráfica de evolución demográfica de Regencos entre 1842 y 2021                                                      |
| |
| Población de derecho según los censos de población del INE Población de hecho según los censos de población del INE |